# Bensé
 (décembre 2019).
Si vous disposez d'ouvrages ou d'articles de référence ou si vous connaissez des sites web de qualité traitant du thème abordé ici, merci de compléter l'article en donnant les références utiles à sa vérifiabilité et en les liant à la section « Notes et références ».
Pour les articles homonymes, voir Bensénior.
Cet article possède un paronyme, voir Bense.
Bensé, de son vrai nom Julien Bensenior (né le 18 avril 1980 à Nice), est un auteur, compositeur, interprète français.

## Biographie
Bensé est né le 18 avril 1980, à Nice. Ses parents ont quitté l'Algérie en 1962 et se sont installés à Nice. Dès son enfance, Bensé baigne dans la musique au contact d'un père guitariste de jazz manouche, un grand-père accordéoniste et un oncle également guitariste.
Il s'installe à Paris en 2002. Bensé commence sa carrière en jouant dans les bars, mais aussi dans la rue où il fait la manche. Petit à petit il se produit dans des salles plus importantes comme Le Réservoir, Le Divan du Monde, La Flèche d'or, La Cigale, etc.[réf. nécessaire] Il apparaît notamment dans le concert sauvage parisien de Devendra Banhart le 28 septembre 2005.
C'est à La Scène Bastille que Bensé se fait repérer par l'éditeur Universal Publishing grâce auquel il signe son premier contrat. Il signe ensuite chez Naïve Records en octobre 2007.
En juillet 2008, Bensé participe aux Francofolies, précisément au Chantier des Francos, qui se déroule en marge du célèbre festival de la Rochelle et qui est un atelier de perfectionnement scénique pour la chanson française en devenir ; il y côtoie notamment Claire Denamur. Ayant été remarqué à La Flèche d'or, il est mis en contact avec Gérard Pont, qui lui permet d'être sélectionné aux Francos et ainsi de remporter le 13 juillet le prix de l'Adami et de jouer dans toutes les salles des Francofolies. Ce prix lui donne la possibilité d'assurer sur cinq dates les premières parties de la tournée de Tryo.
Il sort son premier album intitulé Album en mai 2008, avec son premier single Au Grand Jamais, et entame une tournée dans toute la France métropolitaine à la rentrée 2008.
Album a été enregistré sur bandes en quinze jours au studio de la Frette. Ce disque doit beaucoup à Cent ans de solitude, de Gabriel García Márquez, dont la lecture a inspiré Bensé. L'œuvre du colombien est d'ailleurs à l'origine du choix de titre qu'a fait Bensé pour son album, en référence aux nombreux portraits que proposent ses chansons et qui en font une sorte d'album de famille.
L'artiste a bénéficié des participations de Rose sur deux titres (Petite et Après Nous) et de Tété sur une chanson (Dans Ma Soucoupe).
Pendant le second semestre 2008, il fait les premières parties de Renan Luce, Rose et Tryo avant de tourner réellement seul.
Il accompagne pendant un temps Rose à la guitare et l'harmonica ou encore au ukulélé, lors d'émissions de télévision ou de concerts acoustiques.
Le 11 décembre 2009 au Blanc (36), il achève sa première tournée pour ensuite se consacrer à celle de Jil Is Lucky et à l'écriture de son second album.
En juillet 2013, il signe pour son second album chez East West. Il dévoile le clip du single Portrait chinois au printemps 2014.
En 2012, Bensé entre dans les studios Juno et Gang (accompagné de Bertrand Fresel aux manettes) pour réaliser le deuxième album de Jil Is Lucky, In the tiger’s bed. Il y joue de la basse, guitares et synthétiseurs et fait les chœurs. S’ensuit une tournée de 43 dates à travers la France, l’Europe et l’Inde où il officie à la basse, la guitare et le chant.
Fin 2013, après un tour du monde, Bensé entre en studio pendant 3 mois avec l’ingénieur du son Samy Osta (Rover, La Femme, Juniore, Feu! Chatterton…) pour enregistrer 23 nouvelles chansons.
En avril 2014, il publie l’EP Les filles du printemps, annonciateur de son prochain disque Le Printemps chez East West.
En septembre 2014, Bensé publie son deuxième album Le Printemps chez Warner/Parlophone.
Il part défendre cet album avec son groupe sur une quarantaine de dates, dont l’ouverture de la trentième édition des Francofolies de La Rochelle, sur la grande scène de Saint Jean d’Acre.
En mai 2015, il est contacté par Alice Vivier, directrice de la salle historique Les Trois Baudets, afin de créer un spectacle quotidien pour juillet de la même année. Il crée donc avec ses amis Bensé chante l’amour et la haine, un spectacle de reprises d’artistes comme Serge Gainsbourg, Brel, Brassens, Barbara, Léo Ferré, Brigitte Fontaine, Boris Vian. L’album issu du spectacle est produit par le label Roy Music.
Puis il retourne en studio avec Jil Is Lucky pour enregistrer et défendre sur scène l’album Manon.
En septembre 2016, Bensé crée et présente les soirées hebdomadaires du Grand Bœuf au Riviera (anciennement Cithéa, 114, puis 824h) dans le quartier Oberkampf. Il invite ainsi tout au long de l’année 2016-2017 plusieurs artistes émergents tels que Albé, Thousand, UTO, Julien Granel…
Il est aussi de plus en plus sollicité en tant qu’auteur compositeur, c’est ainsi qu’il écrit et compose deux chansons Ceux qui rêvent et Adieu mon homme sur le premier album de la jeune artiste Pomme : A peu près, publié en 2017 chez Polydor.
Fort de toutes ses expériences, Bensé crée son label de production et d’édition « DIYORDIE Playing » en octobre 2017 afin de publier ses prochains albums et de collaborer avec d’autres artistes.
En février 2018, Roy Music publie l’album du spectacle aux Trois Baudets L’Amour et la Haine.
3 de ses titres en anglais sont choisis par Dany Boon pour son film La Ch’tite Famille, sur les écrans en février 2018, et qui rassemble plus de 5 millions de spectateurs.
En mars 2018, Bensé publie sur son label distribué par L’Autre Distribution l’EP Après le Printemps : 6 titres inédits enregistrés durant les sessions de son précédent album Le Printemps, il réalise le clip de la chanson La Tendresse.
En avril 2018, il chez Yann Arnaud (Syd Matters, Mina Tindle, Ô…)  le mixage de son troisième album original « L’Odyssée ».

## Discographie

### Singles
- 2008 : Au Grand Jamais
- 2009 : Quand Je Marche
- 2014 : Le Printemps
- 2014 : Portrait chinois
- 2014 : En voyage
- 2018 : L'Odyssée

### Clips
- Le clip de Au Grand Jamais a été tourné le 29 avril 2008 quelque part entre Marseille et Cassis et réalisé par Yoann Lemoine[10].
- Le clip de Quand Je Marche a été réalisé par Benoît Toulemonde
- Le printemps (2014)
- Portrait chinois (2014)
- Le clip de En voyage a été réalisé avec l'aide des internautes qui ont envoyé des vidéos pour y participer.
- L'Odyssée (2018) réalisé par Andy Maistre
- Tomber (2019) réalisé par Andy Maistre

### Publicité
En novembre 2009, la chanson Make This Planet Move est utilisée dans une publicité pour l'Union des industries et métiers de la métallurgie (Entreprises Technologiques et Industrielles).

### Cinéma
En février 2018, 3 titres originaux de Bensé figurent dans la bande originale du film La ch'tite famille : Where Ever You Go, Holly Drugs & Knock On Wood.

## Récompenses
- 2008 : Prix « Premières Francos » avec l'Adami au festival des Francofolies de La Rochelle.

## Vie privée
Il est le frère de Jil Is Lucky, auteur-compositeur-interprète et bassiste sur son premier album et pendant sa tournée.
Il fut marié avec la chanteuse Rose en 2008, ils divorcèrent en 2009.